# Грасс-Лейк (Мічиган)
Грасс-Лейк (англ. Grass Lake) — селище (англ. village) в США, в окрузі Джексон штату Мічиган. Населення — 1105 осіб (2020).

## Географія
Грасс-Лейк розташований за координатами 42°15′3″ пн. ш. 84°12′22″ зх. д. / 42.25083° пн. ш. 84.20611° зх. д. (42.250798, -84.206176).  За даними Бюро перепису населення США в 2010 році селище мало площу 2,44 км², з яких 2,43 км² — суходіл та 0,00 км² — водойми.

## Демографія
Згідно з переписом 2010 року, у селищі мешкали 1173 особи в 462 домогосподарствах у складі 306 родин. Густота населення становила 481 особа/км².  Було 513 помешкання (211/км²).
Расовий склад населення:
| - 94,7 % — білих - 1,2 % — корінних американців - 1,1 % — чорних або афроамериканців - 0,1 % — азіатів |

До двох чи більше рас належало 2,0 %. Частка іспаномовних становила 1,5 % від усіх жителів.
За віковим діапазоном населення розподілялося таким чином: 26,4 % — особи молодші 18 років, 62,8 % — особи у віці 18—64 років, 10,8 % — особи у віці 65 років та старші. Медіана віку мешканця становила 36,9 року. На 100 осіб жіночої статі у селищі припадало 96,5 чоловіків;  на 100 жінок у віці від 18 років та старших — 96,6 чоловіків також старших 18 років.
Середній дохід на одне домашнє господарство  становив 77 513 долари США (медіана — 55 208), а середній дохід на одну сім'ю — 98 569 доларів (медіана — 68 409). Медіана доходів становила 48 676 доларів для чоловіків та 42 566 доларів для жінок. За межею бідності перебувало 5,9 % осіб, у тому числі 5,5 % дітей у віці до 18 років та 7,8 % осіб у віці 65 років та старших.
Цивільне працевлаштоване населення становило 693 особи. Основні галузі зайнятості: освіта, охорона здоров'я та соціальна допомога — 25,0 %, роздрібна торгівля — 15,9 %, виробництво — 12,8 %, мистецтво, розваги та відпочинок — 10,8 %.